# Bernhard Wilhelm Toel
Bernhard Wilhelm Toel (* 25. August 1770 in Jever; † 6. Mai 1840 in Sengwarden) war ein deutscher evangelischer Geistlicher.

## Leben
Bernhard Wilhelm Toel wurde als Sohn des praktischen Arztes Heinrich Toel (* unbekannt; † 1774) und dessen Ehefrau Susanne Elisabeth (* unbekannt; † 1777) geboren. Er war der jüngste von vier Brüdern und wuchs aufgrund des frühen Todes seiner Eltern bei einer Tante auf. Zwei seiner Brüder wurden Mediziner und einer Pfarrer.
Er besuchte die Provinzialschule in Jever und begann anschließend 1788 ein Theologiestudium an der Universität Jena. 1791 kehrte er nach Jever zurück und bestand das theologische Examen. Im Herzogtum Oldenburg erhielt er eine Stelle als Hauslehrer bei Pfarrer Adam Levin Wardenburg in Hatten, dort unterrichtete er dessen Sohn Wilhelm Gustav Friedrich Wardenburg. Anschließend war er noch als Hauslehrer in Elsfleth tätig, bevor er 1800 durch Graf Wilhelm Gustav Friedrich von Bentinck zum Assistenzprediger in der Herrschaft Kniphausen, zuständig für den Kirchspiel Fedderwarden ernannt. Der dortige erste Prediger Pfarrer Johann Dietrich Grumbrecht war bereits sehr alt und der zweite Prediger, Pastor Upmann, kränklich. Zusätzlich erhielt er noch die Verpflichtung, in Notfällen auch in Sengwarden tätig zu werden, weil auch die dortigen beiden Prediger Pastor Johann Friedrich Crome (1724–1802) und Pastor Karl Heinrich Hansing ebenfalls im Alter sehr weit fortgeschritten waren. Seine Ordination erfolgte am 3. Juni 1800 in Fedderwarden, am 18. Juni 1801 wurde er zum zweiten Prediger in Fedderwarden ernannt und 1802 in dieses Amt eingeführt. Nachdem Pastor Upmann am 17. April 1808 verstarb, wurde Bernhard Wilhelm Toel am 3. März 1809 die erste Predigerstelle in Fedderwarden verliehen.
Im September 1815 wurde er durch Graf Bentinck zum ersten Prediger in Sengwarden ernannt; sein Dienstantritt erfolgte jedoch erst im Februar 1816, weil der Herzog von Oldenburg, Peter I., erst die Vokation des Grafen Bentinck bestätigen musste.
Am 23. Oktober 1836 wurde ihm vom Grafen Gustav Adolf Bentinck (1809–1876) Titel, Rang und Würde eines Konsistorialrats verliehen.
1803 hatte er in erster Ehe Hermine Helene (* unbekannt; † 7. Oktober 1828), eine Tochter des Kaufmanns und Ziegelfabrikanten Hermann Hemken (1734–1814) aus Bockhorn geheiratet, gemeinsam hatten sie fünf Kinder. Alle Kinder waren bereits beim Tod seiner Ehefrau verstorben.
Am 18. November 1829 heiratete er dann in zweiter Ehe Ulrike Katharine, geb. Schammer, die Witwe des Pastors Heinemeyer († 8. November 1831) aus Jever.
In dritter Ehe heiratete er am 16. August 1835 Dorothea Friederike, geb. Kaufmann, verwitwete Hemmie.